# Tom Denney
Tom Denney (Ocala, 23 novembre 1982) è un produttore discografico, compositore, chitarrista e rapper statunitense, ex membro fondatore del gruppo musicale metalcore/pop punk A Day to Remember.

## Biografia
Comincia a suonare la chitarra dall'età di 10 anni. Inizialmente in una band chiamata Two Days Too Late con Bobby Scruggs, propone all'amico Jeremy McKinnon di formare una nuova band. Nascono così gli A Day to Remember, con l'aggiunta del chitarrista Kevin Skaff, il bassista Joshua Woodard e Bobby Scruggs come batterista. Con la band Denney registra i primi tre album della band: And Their Name Was Treason (2005), For Those Who Have Heart (2007) e Homesick (2009). Il 2 giugno 2009 lascia la band, volendo concentrarsi sul suo matrimonio e la sua famiglia. Tuttavia ha continuato a rimanere a stretto contatto con gli A Day to Remember, partecipando saltuariamente alla scrittura e alla produzione dei brani.
Da allora ha continuato a lavorare nel mondo della musica come ingegnere e produttore discografico, collaborando con varie band della scena punk/metal statunitense come Woe, Is Me, Of Mice & Men, For the Fallen Dreams, Honor Bright, Secrets, We Are Defiance, Mest e Neck Deep. Il 26 luglio 2011 pubblica il suo primo EP da solista tramite la sua etichetta, la 33 Records, intitolato Ima Monster.

## Discografia

### Con gli A Day to Remember
Album in studio
- 2005 – And Their Name Was Treason
- 2007 – For Those Who Have Heart
- 2009 – Homesick

### Da solista
EP
- 2011 – Ima Monster

## Collaborazioni
- 2011 – We Are Defiance – Airplanes Pt.2 (Cover) ft. Kellin Quinn (SWS) & Tom Denney (ADTR)